# Ринг-анонсер

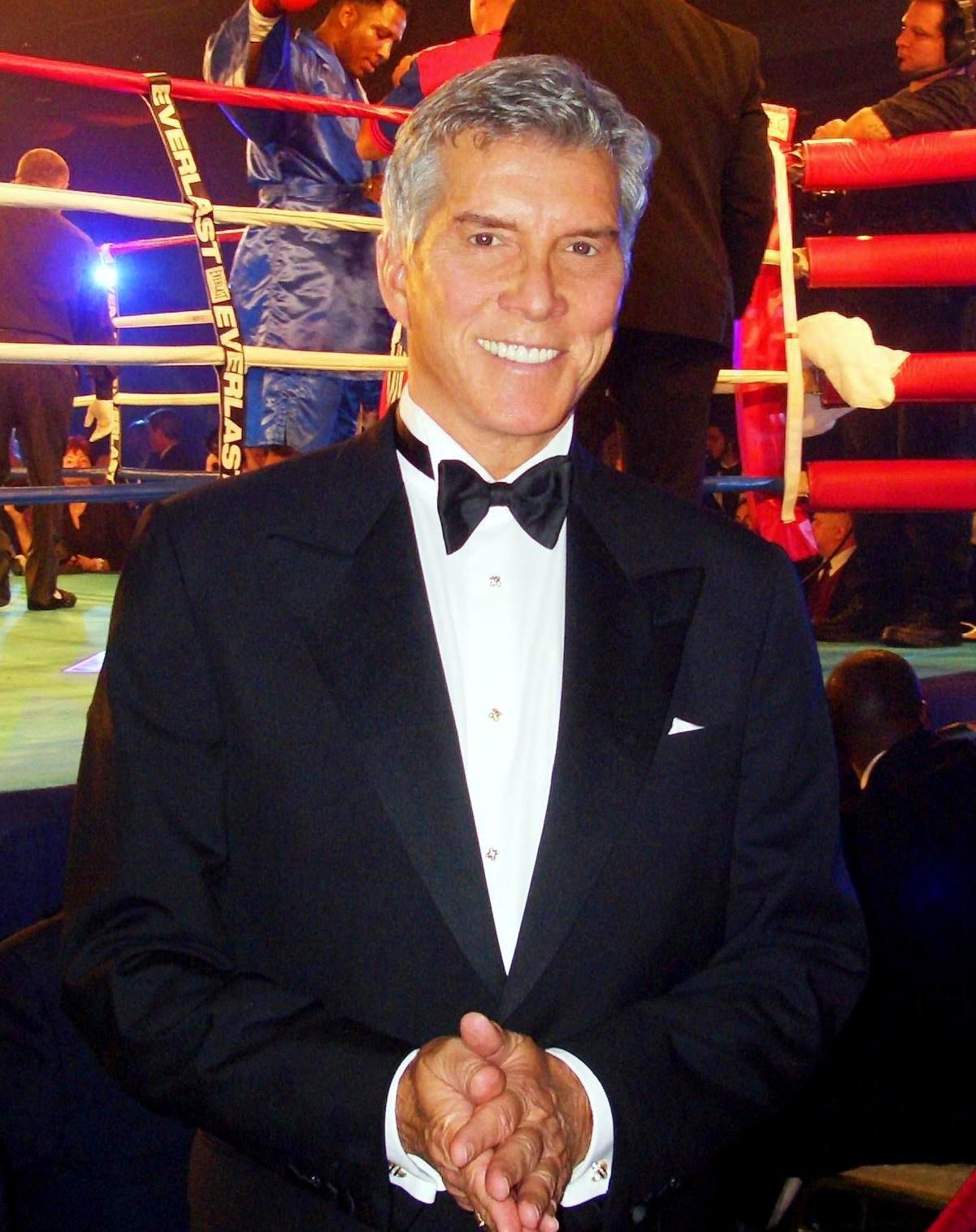
Майкл Баффер считается наиболее известным ринг-анонсером

Ри́нг-ано́нсер (англ. ring announcer) — специальный ведущий спортивных мероприятий и соревнований по боевым искусствам (чаще боксу, кикбоксингу, реслингу и смешанным единоборствам), который представляет соперников.

## Функции
Главными функциями ринг-анонсера являются представление бойцов и судей. Наряду с именем каждого бойца, ринг-анонсер объявляет их рост, вес, город или страну, прозвище, данные о количестве побед и поражений, текущих или прошлых титулах. Часто он также напоминает правила боя, количество и продолжительность раундов.
После окончания боя ринг-анонсер объявляет победителя, время окончания, способ победы.
Наиболее известным ринг-анонсером в мире считается Майкл Баффер, в России — Александр Загорский.